# Michael J. McCulley
Michael James McCulley, född 4 augusti 1943 i San Diego, Kalifornien, är en amerikansk astronaut uttagen i astronautgrupp 10 den 23 maj 1984

## Rymdfärder
- STS-34